# Neoglaziovia
Neoglaziovia je rod trajnica iz porodice Bromeliaceae, dio potporodice Bromelioideae. 
Sadrži tri vrste višegodišnjih južnoameričkih biljaka. Sve su porijeklom iz Brazila i imaju ljubičaste cvjetove.
Listovi vrste N. variegata, biljke nalik na trsku, dugi su do 1,2 m (4 stope). Sadrže vlakno poznato kao “caroa”, koje se koristi za izradu užadi, tkanine, mreža i materijala za pakiranje.

## Vrste
1. Neoglaziovia burle-marxii Leme  (Bahia)
2. Neoglaziovia concolor C.H.Wright  (Bahia)
3. Neoglaziovia variegata (Arruda) Mez  (Piauí, Rio Grande do Norte, Paraíba, Bahia, Minas Gerais)